# عدد روآرک
عدد روآرک(به انگلیسی: Ruark number) یک عدد بدون بعد می‌باشد که در دینامیک سیالات کاربرد دارد.این عدد با نماد {\displaystyle Ru} نشان داده می‌شود و به صورت زیر نشان داده می‌شود:
{\displaystyle Ru={\frac {\rho u^{2}}{P}}\,}
که در آن:
- {\displaystyle \rho =} چگالی
- {\displaystyle u=} ویسیکوزیته
- {\displaystyle p=} فشار